# Moodoïd
Moodoïd est un groupe de rock psychédélique français.

## Biographie
Le groupe est constitué fin 2010 par Pablo Padovani, alors guitariste du groupe Melody's Echo Chamber avec Clémence Lasme, Lucie Droga, Lucie Antunes et Maud Nadal. Il est également le fils de Jean-Marc Padovani, jazzman français. Moodoïd sort son EP éponyme Moodoïd sur le label français Entreprise fin 2013. L'EP a été mixé par Kevin Parker. Par la suite, ils sortent un premier album, Le Monde Möö, sous format LP en août 2014. Leurs textes sont en français. En septembre 2017, une présentation du nouvel EP est annoncée pour le 25 novembre 2017 : Reptile.
En 2021, le groupe sort un nouvel album, PrimaDonna, un album consacré à des duos avec des femmes.

## Discographie

### Albums studio
- 2014 : Le Monde Möö (Entreprise / Sony)
- 2018 : Cité champagne (Because Music)

### EP
- 2013 : Moodoïd (Entreprise / Sony Music)
- 2017 : Reptile (Because Music)
- 2021 : PrimaDonna vol. 1 (Because Music)
- 2023 : PrimaDonna vol. 2 (Because Music)

### Singles
- 2014 : La Lune / Les Chemins de traverse (Entreprise / Sony Music)
- 2015 : Le Lac d'or (Entreprise / Sony Music)
- 2017 : Au pays des Merveilles de Juliet (reprise de Yves Simon) (Because Music)
- 2017 : Reptile (Because Music)

## Vidéographie
| Année | Titre                   | Artiste                        | Réalisateur(s)         | Producteur       |
| ----- | ----------------------- | ------------------------------ | ---------------------- | ---------------- |
| 2013  | De foliepure            | Moodoïd                        | Pablo Padovani         | Entreprise       |
| 2013  | Je suis la montagne     | Moodoïd                        | Jérôme Walter Gueguen  | Moodoïd          |
| 2014  | Les Chemins de traverse | Moodoïd                        | Pablo Padovani         | Entreprise       |
| 2014  | La Lune                 | Moodoïd                        | Marion Dupas           | Entreprise       |
| 2015  | Heavy Metal Be Bop 2    | Moodoïd                        | Pablo Padovani         | Entreprise       |
| 2017  | Reptile                 | Moodoïd                        | Pablo Padovani         | Because Music    |
| 2018  | Langage                 | Moodoïd & Wednesday Campanella | Pablo Padovani & KOM_l | Hatch Bento Labs |